# Michael Brown (calciatore)
Michael Brown (Hartlepool, 25 gennaio 1977) è un allenatore di calcio ed ex calciatore inglese, di ruolo centrocampista.